# Moreira (Castroverde)
Moreira (llamada oficialmente Santa María de Moreira) es una parroquia y una aldea española del municipio de Castroverde, en la provincia de Lugo, Galicia.

## Organización territorial
La parroquia está formada por cinco entidades de población, constando cuatro de ellas en el nomenclátor del Instituto Nacional de Estadística español:
- A Pallota
- As Casas do Monte
- Moreira
- Nadela
- Vilar de Cas

## Demografía

### Parroquia
| Gráfica de evolución demográfica de Moreira (parroquia) entre 2000 y 2019 |
|                                                                           |
| Datos según el nomenclátor publicado por el INE.                          |

### Aldea
| Gráfica de evolución demográfica de Moreira (aldea) entre 2000 y 2019 |
|                                                                       |
| Datos según el nomenclátor publicado por el INE.                      |